# Achelia simplissima
Achelia simplissima là một loài nhện biển trong họ Ammotheidae. Loài này thuộc chi Achelia. Achelia simplissima được miêu tả khoa học năm 1939 bởi Hilton.